# Gérald Guillaumet
Pour les articles homonymes, voir Guillaumet.
Gérald Guillaumet, né le 10 août 1946 à Tours, est un chimiste et universitaire français. Spécialiste de chimie organique et de chimie analytique, il est professeur des universités à l'université d'Orléans, qu'il préside entre 2004 et 2009.

## Biographie
En novembre 2004, alors qu'il en est le vice-président chargé de la recherche, Gérald Guillaumet est élu président de l'université d'Orléans, succédant à Gérard Besson. Après un mandat « lourd à supporter et plus agité que d'autres », notamment marqué par les mouvements étudiants liés à la modification de la loi sur les universités, Youssoufi Touré lui succède en novembre 2009.

## Distinctions
- Chevalier de la Légion d'honneur (décret du 31 décembre 2015)[4]
- Commandeur de l'ordre des Palmes académiques[5]
- Docteur honoris causa de l'université de Bacău (Roumanie)[5]
- Docteur honoris causa de l'université Politehnica de Bucarest (Roumanie)[5]